# Funiculaire de Notre-Dame-de-la-Garde

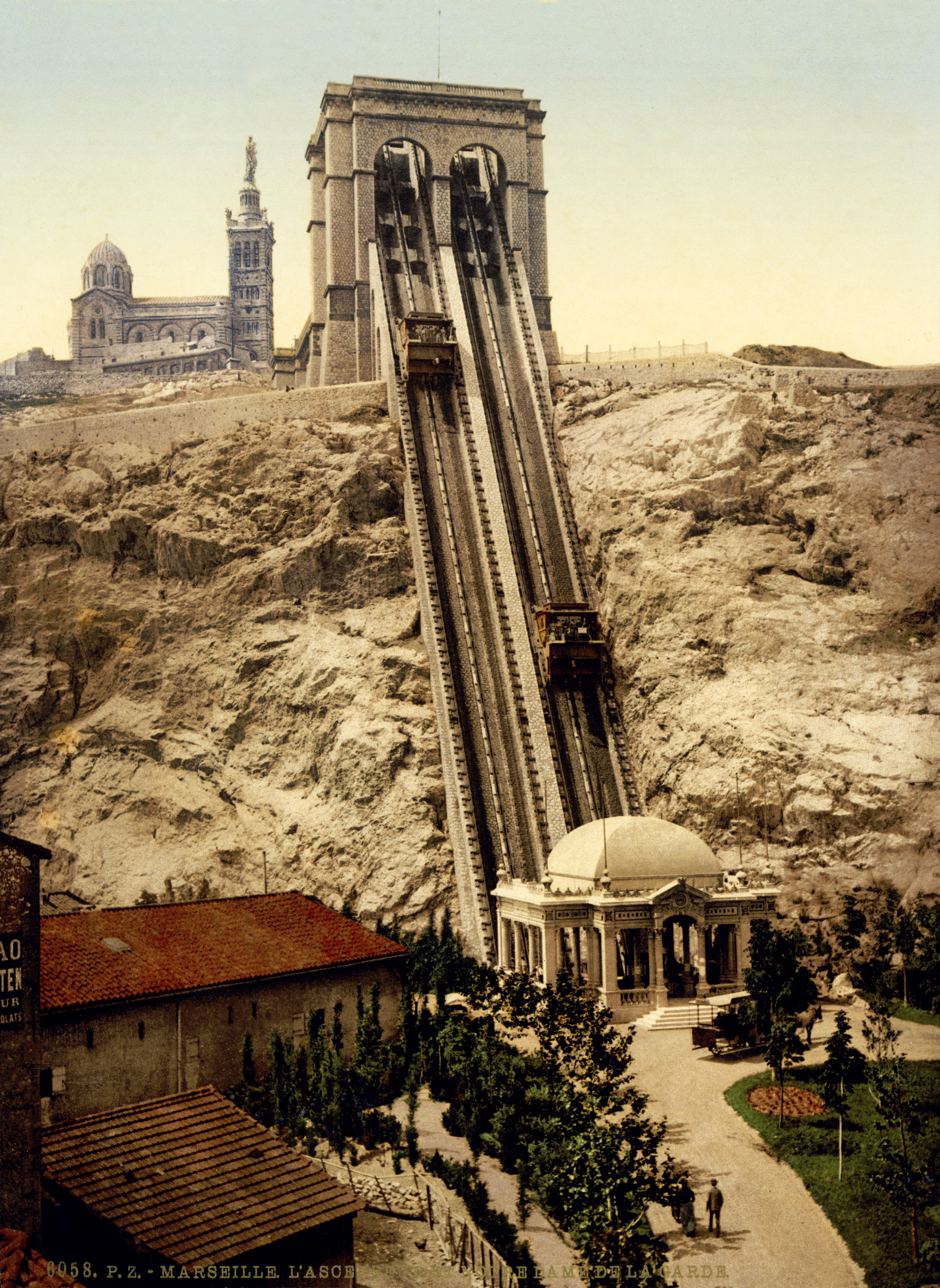
Funiculaire de Notre-Dame-de-la-Garde (um 1895)

Der Funiculaire de Notre-Dame-de-la-Garde (auch: Ascenseur de Notre-Dame-de-la-Garde) war eine von 1892 bis 1967 betriebene Wasserballastbahn in der französischen Stadt Marseille.

## Vorgeschichte

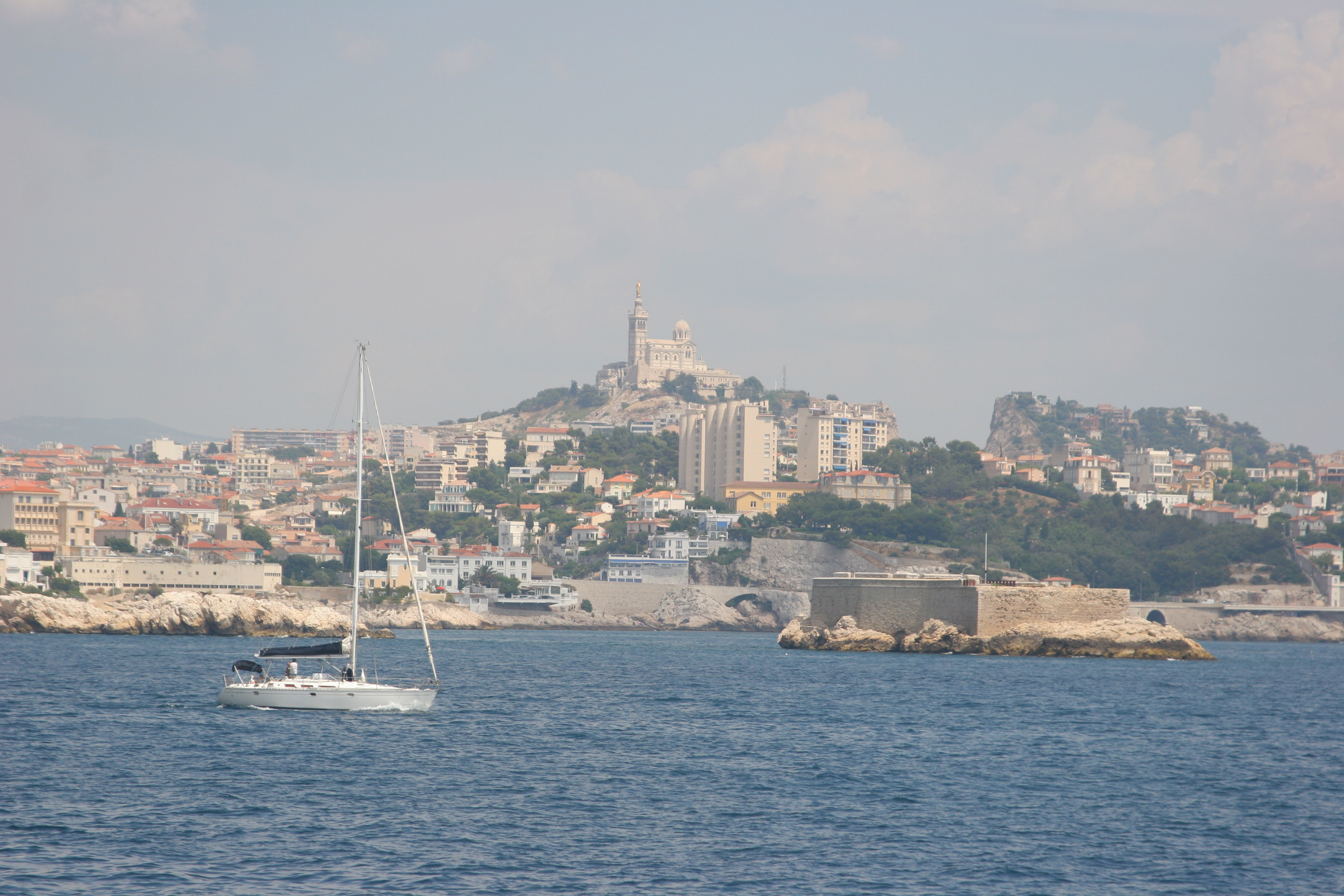
Die Basilika Notre-Dame-de-la-Garde über der Altstadt von Marseille

Im Jahr 1853 wurde auf der 149 m hohen Anhöhe Colline de la Garde oberhalb von Marseille der Bau einer Wallfahrtskirche begonnen. Sie ruht 13 m höher auf den aufgeschütteten und erhöhten Fundamenten eines ehemaligen Forts. 1864 wurde sie mit dem Namen Notre-Dame de la Garde geweiht und erhielt 1879 den Rang einer Basilica minor. Im Volksmund wurde sie La Bonne Mère genannt.
Ihr Vorgänger, eine kleine Marienkapelle, war im Jahr 1214 errichtet und 1477 erweitert worden. Nach dem Bau einer militärischen Fortifikation auf dem La-Garde-Hügel lag diese ab 1524 innerhalb der Befestigungsanlage. Über eine Zugbrücke blieb sie für zivile Besucher weiterhin zugänglich und wurde um 1600 auch Bitt- und Dankeskirche der Seeleute.
Jahr für Jahr besuchten mehr Pilger die neue Kirche, die vom Hafen aus über einen rund 1,2 km langen Fußweg mit vielen Treppenstufen zu erreichen war. Die dorthin verkehrenden Pferdebusse waren dem Ansturm bald nicht mehr gewachsen. Um den Gläubigen den Zugang zur Kirche zu erleichtern, schlugen ab 1868 mehrere Ingenieure der Stadtverwaltung den Bau einer Standseilbahn vor, die durch die Straßen der Stadt verlaufen sollte. Wegen Uneinigkeit bezüglich der Zuständigkeit für die Genehmigung einer solchen Anlage zwischen dem Bürgermeister und dem Präfekten war dem Vorhaben kein Erfolg beschieden.

## Geschichte und Beschreibung

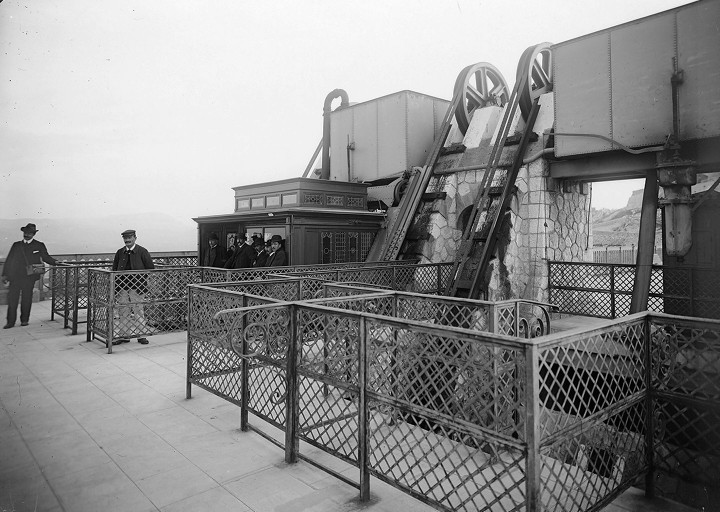
Bergstation mit Fahrzeug, Rollen und Riemen (vor 1926)

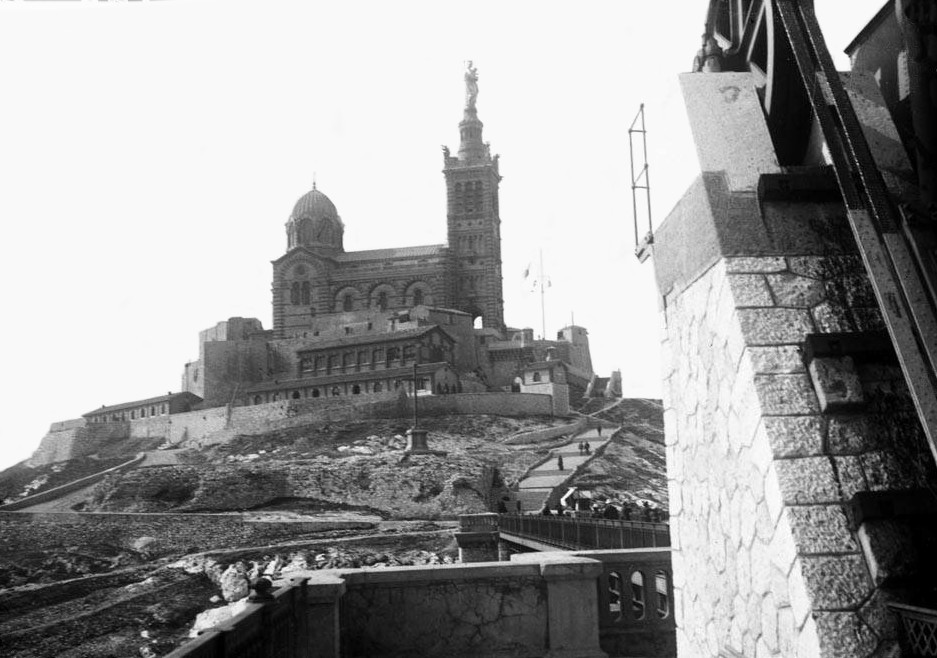
Blick von der Bergstation auf die Basilika (1900)

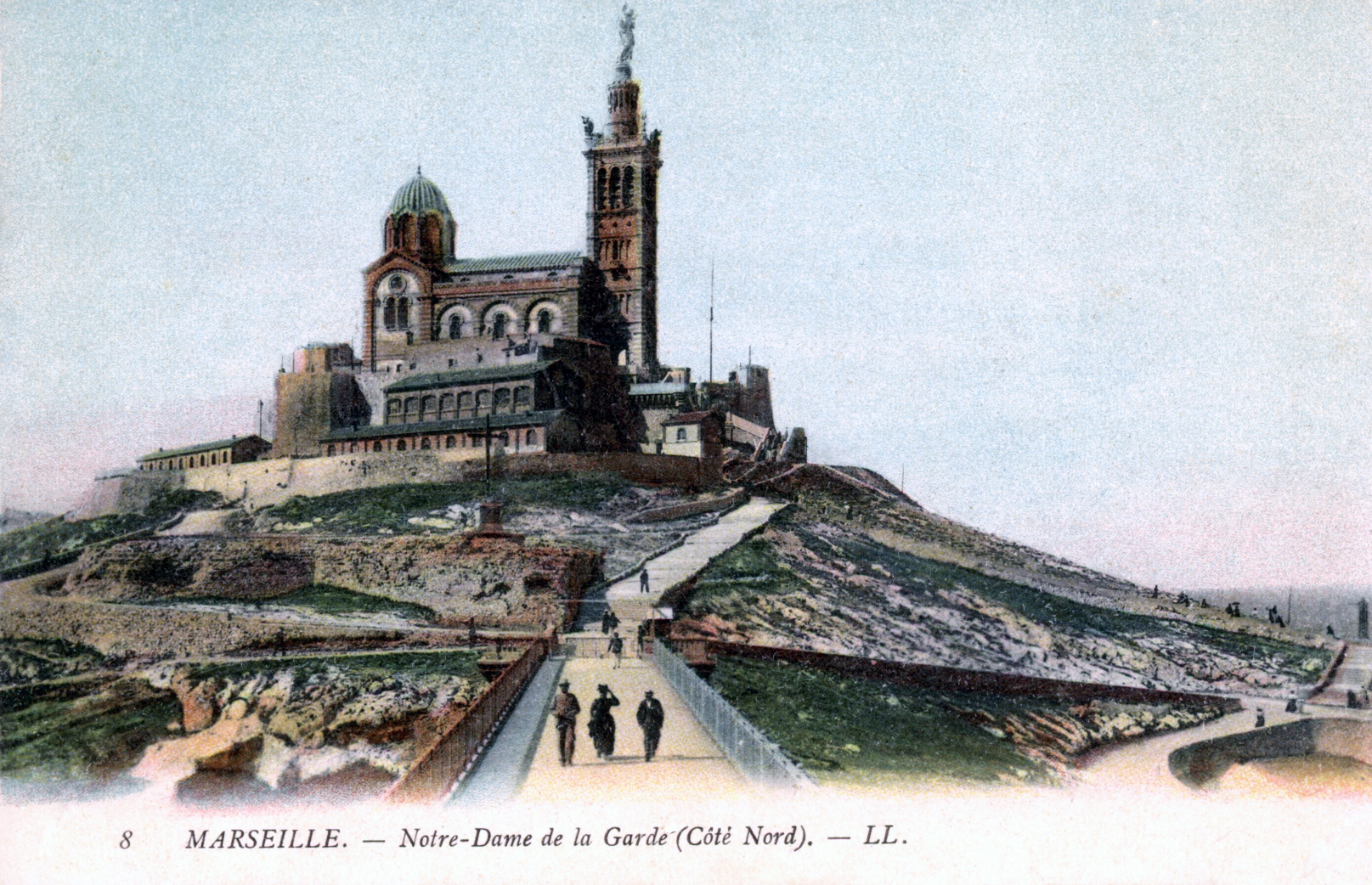
Blick über den Fußgängersteg auf die Kirche (um 1910)

Der Ingenieur Emile Maslin entwickelte ein Projekt, das nur auf die Genehmigung des Stadtrats angewiesen war, denn die von ihm geplante Bahn sollte ausschließlich auf privatem Grund verlaufen. Von den Schrägaufzügen des Eiffelturms inspiriert entwarf er eine Standseilbahn, die mit großer Neigung an der vertikalen Wand eines aufgelassenen Steinbruchs emporführte. Eigentümer des Geländes, auf dem auch die Talstation errichtet wurde, war Jean-Elie Dussaud, mit dem Maslin die Betreibergesellschaft Société des Ascenseurs de Notre-Dame-de-la-Garde gründete. Gebaut wurde die Bahn durch das Unternehmen Forges et Chantiers de la Méditerrannée; Baubeginn war im Januar 1889, am 30. Juli 1892 wurde die Anlage eingeweiht.
Die Talstation der Bahn wurde an der Rue Jules Moulet, am Ende der Rue Dragon, errichtet. Das Dach des in prachtvollem Kolonialstil entworfenen Gebäudes ruhte auf zahlreichen Säulen. Auf einem hohen Sockel am Rand des Steinbruchs stand die Bergstation. Dort begann ein 80 m langer, etwas mehr als 5 m breiter Fußgängersteg, gebaut von der Gesellschaft Eiffel & Cie. Er diente auch als Aussichtspunkt, mit einem überraschenden Blick auf die Stadt.
Die Bahn hatte eine Länge von 84 m. Die beiden Gleise waren parallel zueinander angelegt und mit Zahnstangen für Notbremsungen versehen. Sie wies zwei Fahrzeuge auf, die leer jeweils 13 t schwer waren und 50 Fahrgäste aufnehmen konnten. Der Antrieb erfolgte mittels Wasserbalast. Jedes Fahrzeug hatte unter dem Fahrgastraum einen 6 m³ fassenden Tank, der in der Bergstation mit Wasser gefüllt und in der Talstation wieder geleert wurde. Über einen Mechanismus in der Bergstation waren die beiden Fahrzeuge indirekt miteinander verbunden. So konnte das schwerere talwärts laufende das leichtere aufwärts fahrende Fahrzeug nach oben ziehen. Mittels drei dampfbetriebener Pumpen wurde das Wasser von der Talstation zurück in den Tank der Bergstation gepumpt.
Die Aufzugkabinen ähnelnden Fahrzeuge in Holzbauweise wiesen je 12 Sitzplätze auf; sie konnten maximal 50 Fahrgäste befördern. Bewegt wurden sie von flachen Riemen, die jeweils aus 576 Stahldrähten bestanden und an großen Rollen in der Bergstation befestigt waren. Während die Riemen des talwärts fahrenden Fahrzeugs abgerollt wurden, rollten sich jene des bergwärts fahrenden auf. Je Fahrzeugseite waren zwei dieser Riemen befestigt, von denen jeder allein eine Reißfestigkeit von 60 t aufwies. Da ein vollbesetztes Fahrzeug mit gefülltem Wassertank nur rund 20 t schwer war, war eine mehr als ausreichende Sicherheitsmarge gegeben. Wären alle vier Riemen gerissen, hätte ein Bremsmechanismus automatisch in die Zahnstange eingegriffen und das betreffende Fahrzeug mit normaler Geschwindigkeit zur Talstation gebracht.
Alle fünf Minuten begann eine Fahrt, deren Dauer betrug jeweils zwei Minuten. Für eine Bergfahrt mussten 0,30 Francs, für die Talfahrt 0,20 Francs bezahlt werden. Die Hin- und Rückfahrkarte kostete 0,40 Francs. Da die Fahrzeuge während der Fahrt stark vibirierten, verursachte die Bahn scheppernde Geräusche, die von Weitem zu hören waren. Hinzu kam beim Leeren des Tanks an der Talstation ein Lärm ähnlich dem eines Wasserfalls.
1895 wurde ein Omnibusverkehr zur Talstation eingerichtet, von 1906 bis 1910 verkehrte in der Sommersaison eine Straßenbahn dorthin. Wegen des Alters und der beginnenden Baufälligkeit der Anlagen war 1939 geplant, die Bahn zu modernisieren. Nach dem Beginn des Zweiten Weltkriegs wurde das Projekt jedoch auf unbestimmte Zeit verschoben. Während einer Betriebsunterbrechung infolge der Einberufung des Personals konnten vom 4. September bis zum 10. Dezember 1939 zumindest die Fahrzeuge überholt werden.
Am 18. August 1944 ordneten die deutschen Besatzer, angesichts des Nahens der alliierten Truppen, die Einstellung des Betriebs an. Vier Tage später hissten sie auf dem Fußgängersteg nahe der Bergstation eine rote Fahne; dies war das Zeichen für die Soldaten der Wehrmacht, mehrere Bauwerke der Stadt, darunter die Schwebefähre über der Einfahrt zum Alten Hafen, zu sprengen. Beim folgenden Befreiungskampf wurde die Bahn durch Granatenbeschuss beschädigt: Zwei der vier Riemen eines Fahrzeugs wurden zerrissen, die Wasserleitung von der Tal- zur Bergstation auf einer Länge von 6 m zerstört. Im Oktober 1944 waren die Schäden behoben, und der Verkehr wurde wieder aufgenommen.
Ab dem 12. November 1945 wurde die Bahn grundlegend überarbeitet. Die Firma Ateliers Terrain – Nachfolger von Forges et Chantiers de la Méditerrannée – ersetzte die wichtigsten mechanischen Elemente und die beiden Fahrzeuge. Ende März 1946 wurde der Betrieb wiederaufgenommen.
Im Jahr 1930 nutzten rund 201.000 Personen pro Jahr die Bahn, mit 457.000 Fahrgästen erreichte deren Zahl 1957 ihren Höhepunkt. Nach der Anlage eines Parkplatzes an der Basilika ging die Nutzung der Bahn zurück, auch die Reisebusse fuhren fortan bis dorthin. 1966 wurden nur noch 207.000 Passagiere gezählt; der Rückgang der Einnahmen und der zunehmende Verfall der Anlage führten schließlich zu deren Einstellung. Am 11. September 1967 wurde die Bahn stillgelegt und im März 1974 abgebrochen.